# Ellakors
Ellakors (även älvkors) är en rund amulett med ett likarmat kors samt i vissa fall magiska inskriptioner. Korset skall enligt somliga skydda mot ondska i allmänhet och onda varelser i synnerhet, till exempel andar och gengångare. För bästa effekt ska korset vara smitt av silver från arvegods från nio olika ställen på tre torsdagsnätter efter varandra.
Ellakorset är vanligast i Skåne och förekommer främst i de sydsvenska landskapen.